# 明铁盖达坂
明铁盖达坂(柯尔克孜语中意为“一千只山羊” 
)，又称为明铁盖山口是喀喇昆仑山脉中的一个山口，位于中国 新疆和巴基斯坦之间。明铁盖达坂和西边约30 km（19 mi）的基里克达坂，是从北部的卡拉其古河谷进入南部的上罕萨河谷的Gojal的两个主要入口。罕萨河谷是巴基斯坦吉尔吉特-巴尔蒂斯坦吉尔吉特附近的山谷。

## 历史

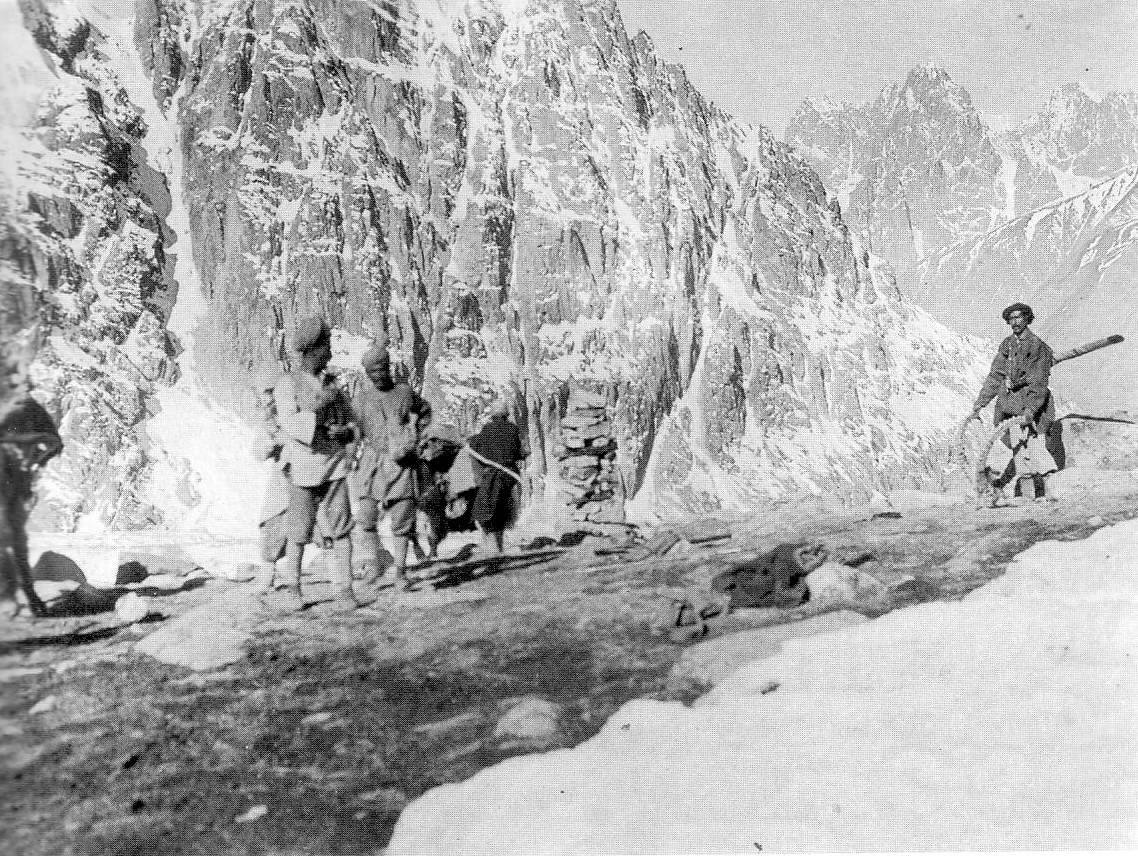
1918年明铁盖达坂

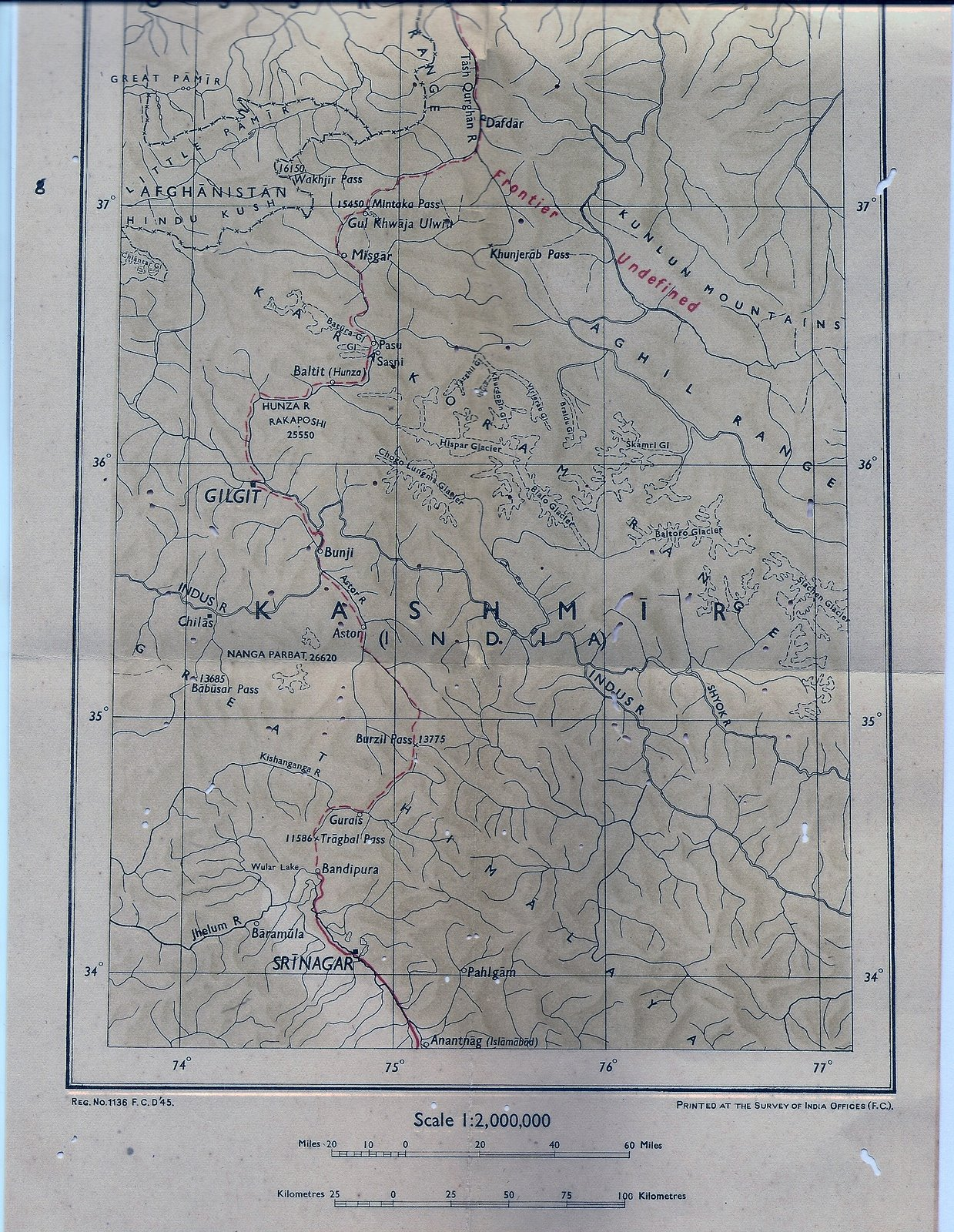
一张 1947 年前的英屬印度地图，显示明铁盖达坂是主要通道

在古代，明铁盖达坂和基里克达坂是喀喇昆仑山脉西部从塔里木盆地进入印度北部最短、最快的通道，通常全年开放，但极其危险，只适合徒步旅行者。从塔什库尔干出发，往南刚刚超过70 km（43 mi）到卡拉其古河谷的交界处。沿着卡拉其古河谷再向西约80 km（50 mi）到达明铁盖达坂，再向西走30 km（19 mi），可到达基里克达坂，它们都通往上罕萨，从那里可以到达吉尔吉特，然后从那里到达克什米尔或犍陀罗国平原。
满载的动物可以被接管明铁盖达坂和基里克达坂进入上罕萨（两者都全年开放），但随后必须由苦力（搬运工）将货物运送到吉尔吉特（一项昂贵且危险的操作）。从那里，货物可以重新装载到驮畜上，然后向东运到克什米尔，向南运到塔克西拉，或者向西通过斯瓦特县运到契特拉、白沙瓦或贾拉拉巴德。
明铁盖达坂是最近冰川推进之前使用的主要路线。明铁盖达坂冰川化后，基力克达坂受到来自中国和阿富汗的商队的青睐，因为它更广阔，没有冰川，并且有足够的牧场供商队动物使用。

## 当前状态
1966 年，当连接巴基斯坦和中国的喀喇昆仑公路正在建设中时，巴基斯坦最初倾向于通过明铁盖达坂的路线。然而，中国以明铁盖达坂更容易受到空袭为由，推荐了更陡峭、更高的红其拉甫口岸。最终，通过红其拉甫口岸修建了新的喀喇昆仑公路。
截至 2010 年代后期，在巴基斯坦一侧，有一些徒步旅行公司提供前往明铁盖达坂的旅游服务。在中国一侧，明铁盖达坂周围的整个山谷对游客关闭；但是，该地区的当地居民和牧民可以进入。